# Philipp Schenk
Pour les articles homonymes, voir Schenk.
Philipp Schenk, né le 3 décembre 1914 à Munich et mort après 1950, est un joueur professionnel allemand de hockey sur glace.

## Carrière
Philipp Schenk fait toute sa carrière au SC Riessersee. Avec cette équipe il devient champion d'Allemagne en 1935, 1938, 1941, 1947, 1948 et 1950. Il prend sa retraite au moment de ce dernier titre alors qu'il est capitaine.
Il participe aux Jeux olympiques de 1936 où l'équipe d'Allemagne joue à Garmisch-Partenkirchen.